# Ernst Gödl

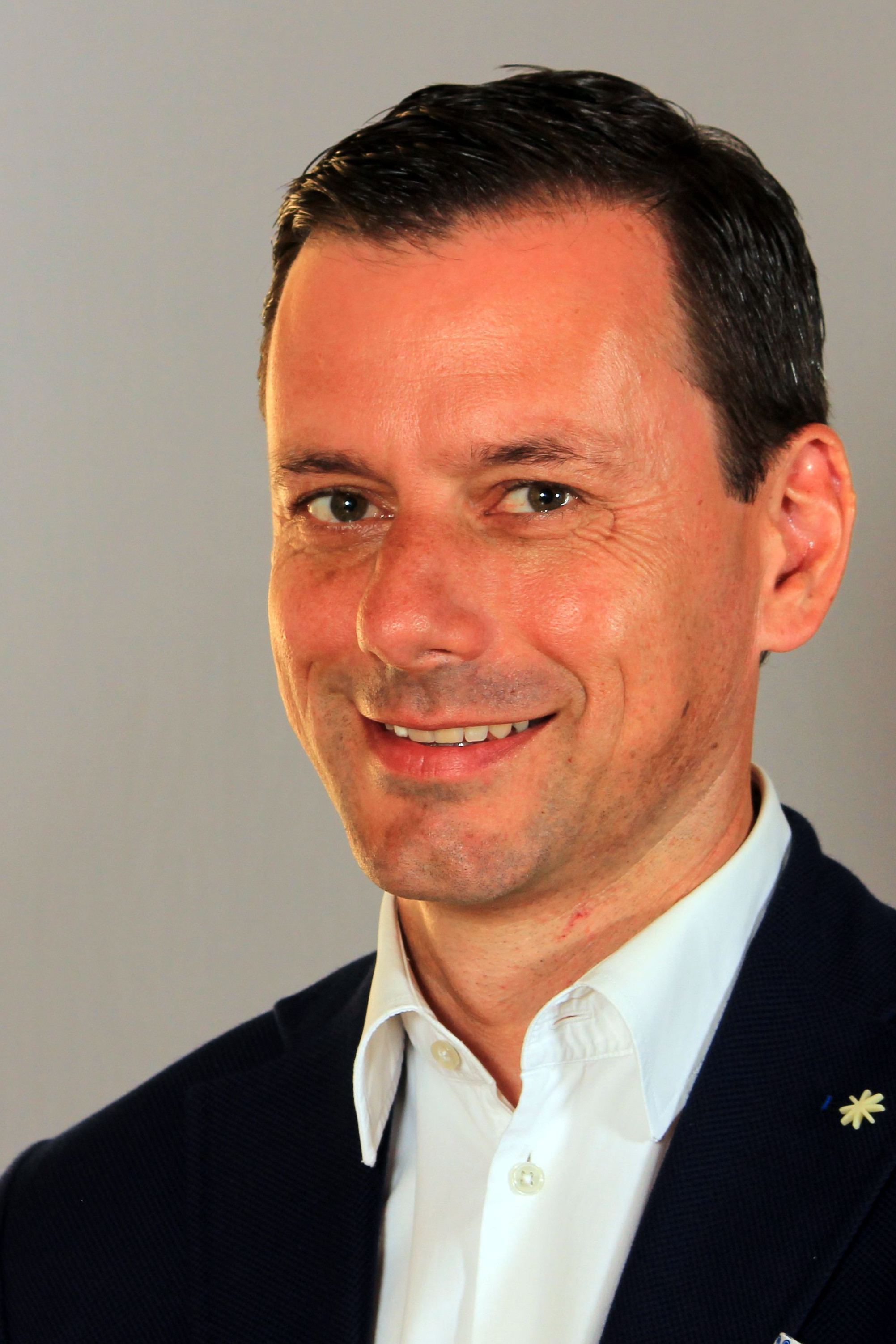
Ernst Gödl, 2016

Ernst Gödl (* 28. Dezember 1971 in Graz, Steiermark) ist ein österreichischer Politiker (ÖVP). Von 2014 bis zum 8. November 2017 war er Mitglied des Bundesrats. Am 9. November 2017 wurde er als Abgeordneter zum Nationalrat angelobt.

## Leben

### Privates
Ernst Gödl wurde 1971 als viertes Kind des Landwirts Johann Gödl aus Dietersdorf und seiner Gattin Theresia, geborene Garber, geboren. Er wuchs auf dem elterlichen Bauernhof mit seinen zwei Brüdern und zwei Schwestern auf, den die Eltern im Vollerwerb bewirtschafteten. Gödl ist seit Juli 2007 verheiratet und Vater von zwei Töchtern.

### Ausbildung und Beruf
Gödl besuchte von 1978 bis 1982 die Volksschule Dobl und im Anschluss zwischen 1982 und 1991 das Bischöfliche Gymnasium, wobei er zwischen 1989 und 1990 ein Schuljahr in Oaxaca (Mexiko) verbrachte. 1992 begann er ein Studium der Rechtswissenschaft und Anglistik an der Universität Graz. Im Juli 2013 schloss er als Mag.iuris an der Universität Linz ab. Von 1995 bis 2013 war er zudem Betriebsführer der elterlichen Landwirtschaft. Seit 2013 ist er als Jurist bei einer Grazer Anwaltskanzlei beschäftigt.

### Politische Laufbahn
Nachdem Gödl 1992 einen überparteilichen Jugendverein gegründet hatte, wurde er 1995 zum Bürgermeister von Zwaring-Pöls gewählt, womit er der jüngste Bürgermeister Österreichs wurde. Seit der Fusion der Gemeinden Dobl und Zwaring-Pöls zur Marktgemeinde Dobl-Zwaring ist er Vizebürgermeister. Er hatte seit 2000 das Amt des Bezirksparteiobmanns von Graz-Umgebung inne und war von 2000 bis 2010 Abgeordneter zum Steiermärkischen Landtag. Er vertrat innerhalb des ÖVP-Landtagsklubs als Bereichssprecher die Themen Umwelt und Energie und engagierte sich nach eigenen Angaben vor allem in den Bereichen Umweltschutz, Konsumentenschutz, Jugend und Gemeinden.
2014 wurde er vom Landtag Steiermark in den österreichischen Bundesrat entsandt. Seit Dezember 2015 bekleidet er zudem das Amt des Vizepräsidenten.
Bei der Nationalratswahl 2017 kandidierte er im Wahlkreis Graz und Graz-Umgebung und erreichte 7177 Vorzugsstimmen, mit Beginn der 26. Gesetzgebungsperiode am 9. November 2017 wurde er als Abgeordneter zum Nationalrat angelobt. Im Bundesrat folgte ihm der Landesgeschäftsführer der Steirischen Volkspartei, Detlev Eisel-Eiselsberg nach.